# Arto superiore

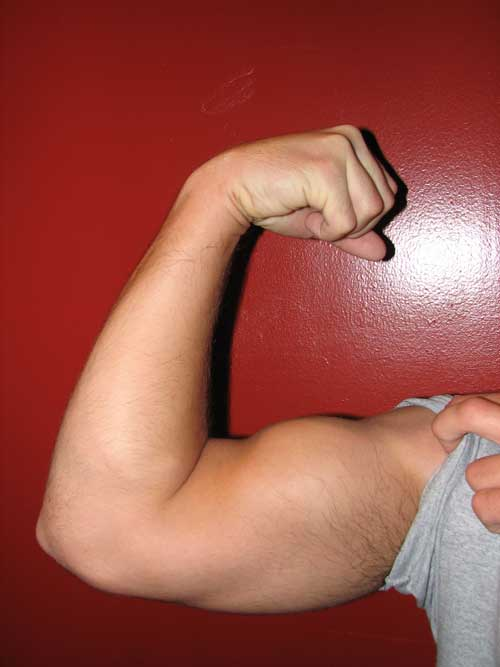
Arto superiore umano

Gli arti superiori sono le appendici che si articolano con il tronco nella sua parte superiore.
Nel linguaggio comune italiano, il termine braccio (plurale braccia) è usato per indicare ciascuno degli arti superiori umani, nella sua interezza; in anatomia umana, con il termine "braccio" si intende la porzione dell'arto superiore compresa fra le articolazioni della spalla e del corrispondente gomito. 

## Anatomia umana
Gli arti superiori nell'uomo, al contrario di quelli inferiori, non svolgono in sostanza una funzione locomotoria, ma sono utilizzati principalmente per le funzioni manuali.
Il collegamento col tronco è assicurato dalla cintura toracica o cingolo scapolare.

### Regioni dell'arto superiore
Procedendo in senso cranio-caudale, l'arto superiore è suddiviso in:
- Spalla
- Braccio
- Gomito
- Avambraccio
- Carpo
- Metacarpo
- Falangi

### Struttura ossea

Le ossa degli arti superiori

La struttura ossea dell'arto superiore si compone di più parti:
- Lo scheletro della spalla è costituito da clavicola e scapola
- Lo scheletro del braccio è costituito dal solo omero
- Lo scheletro dell'avambraccio è costituito dall'ulna e il radio
- Lo scheletro della mano è composto invece da 27 ossa differenti riunite in carpo, metacarpo e falangi

L'omero è l'osso del braccio, che si articola prossimalmente con la scapola nell'articolazione glenomerale (o della spalla) e distalmente con radio e ulna nell'articolazione del gomito.
L'ulna e il radio sono invece le ossa dell'avambraccio; esse partono parallele dall'articolazione del gomito, e giungono fino al polso. Grazie alla loro flessibilità, queste due ossa possono facilmente sovrapporsi, e causare così il capovolgimento della mano (prono-supinazione); quando le due ossa sono parallele, quest'ultima mostra il palmo. Per quanto riguarda la posizione dell'ulna e del radio è sufficiente ricordare che, mentre la prima è corrispondente al mignolo, il secondo lo è al pollice.
Il polso, o carpo, è formato da otto ossa (scafoide, semilunare, piramidale, pisiforme, trapezio, trapezoide, capitato e uncinato) e permette l'articolazione di ulna e radio con la mano. La mano è composta da cinque ossa metacarpali articolate con il polso, e da cinque dita, formate ciascuna da tre falangi (prossimale, intermedia e distale) articolate a ogni metacarpo. Fa eccezione il pollice, formato solo da due falangi (prossimale e distale).

### Muscoli
- Numerosi sono i muscoli che si trovano nell'arto superiore: ricordiamo il bicipite, il tricipite, il brachiale, il coracobrachiale, il supinatore, gli estensori (breve e lungo) del carpo, i flessori (breve e lungo) radiali e ulnari, gli estensori (breve e lungo) radiali e ulnari, il pronatore rotondo, l'anconeo, il brachioradiale e gli estensori propri del pollice e del mignolo.

Il bicipite ed il tricipite [dal latino, bi-capite e tri-capite, ovvero a due e tre capi, con riferimento al numero di origini ossee che questi posseggono] sono i muscoli che circondano l'omero rispettivamente nella parte anteriore e posteriore; il bicipite, che ne ricopre la parte anteriore, si occupa, inserendosi tramite i tendini al suddetto osso e alle ossa dell'avambraccio, della flessione dell'avambraccio sul braccio. Simmetricamente il tricipite, essendo il muscolo antagonista del bicipite, si trova dalla parte opposta dell'omero e, con la sua contrazione, estende l'avambraccio sul braccio. Naturalmente, ad ogni contrazione del bicipite corrisponde un'estensione del tricipite e viceversa.
Il muscolo brachiale [dal latino brachium, braccio] si trova all'interno del braccio e precisamente tra il bicipite e l'omero, non è completamente visibile ma supera il bicipite in larghezza e quindi causa la morfologia esterna del braccio.

### Vascolarizzazione e innervazione
- All'interno delle braccia si trovano anche importanti vene e arterie: tra le maggiori ricordiamo l'arteria e la vena ascellare, l'arteria brachiale e le vene ulnare e radiale.

L'arteria brachiale è deputata al trasporto del sangue verso la mano; poiché è anche l'arteria principale di tutto il braccio, ovvero quella che si collega direttamente all'arco aortico, costituisce un punto strategico per il bloccaggio delle emorragie del braccio.
Siccome la mano è un punto piuttosto periferico del corpo umano, lì sono presenti anche numerosi e fitti vasi capillari.
- Il sistema linfatico possiede alcuni vasi all'interno del braccio, ma i punti di maggiore interesse di quell'apparato nella parte dell'organismo in questione sono le stazioni linfonodali presenti nella piegatura del braccio e sotto le ascelle: qui una grande quantità di linfonodi produce quotidianamente un elevatissimo numero di linfociti e monociti.
- L'innervazione del braccio è provvista dal plesso brachiale, che fornisce:
  - Il nervo radiale, misto: innverva con la componente motrice tutti i muscoli posteriori di braccio (tricipite e anconeo) e postero-laterali dell'avambraccio (estensore lungo delle dita, estensore ulnare del carpo, estensore del mignolo, supinatore, abduttore lungo del pollice, estensori breve e lungo del pollice, estensore dell'indice ed estensori radiali breve e lungo del carpo); innerva, con la componente sensitiva, la cute della regione posteriore dell'arto superiore e della regione laterale del dorso della mano e delle prime tre dita, a esclusione delle ultime due falangi dell'indice e del medio, innervate dal mediano.
  - Il nervo ulnare, misto: innerva con la componente motrice alcuni dei muscoli anteriori nell'avambraccio (flessore ulnare del carpo e i fasci mediali del flessore profondo delle dita), e alcuni dei muscoli della regione palmare della mano (palmare breve, i muscoli delle eminenza ipotenare e, nell'eminenza tenare, innerva l'adduttore del pollice e il capo profondo del flessore breve del pollice, innerva inoltre i muscoli lombricali 3° e 4° e tutti i muscoli interossei); con la componente sensitiva, la cute della regione mediale della mano, sia palmare sia dorsale, e delle ultime due dita.
  - Il nervo mediano, misto: con la componente motrice innerva nell'avambraccio tutti i muscoli della regione anteriore (a eccezione del muscolo flessore ulnare del carpo e dei fasci mediali del flessore profondo, già innervati dal nervo ulnare), nella mano, i muscoli dell'eminenza tenare della mano (a eccezione del muscolo adduttore del pollice e del capo profondo del flessore breve del pollice già innervati dall'ulnare) e i muscoli 1° e 2° lombricale; con la componente sensitiva innerva la cute della regione laterale e media del palmo della mano e la cute della faccia palmare delle prime tre dita della metà laterale dell'anulare.
  - il nervo muscolocutaneo, misto: con la componente motrice innerva tutti i muscoli della regione anteriore del braccio (bicipite, coracobrachiale e brachiale; con la componente sensitiva innerva, fornendo il nervo cutaneo laterale del avambraccio, la cute della regione laterale del gomito e della regione volare, dorsale e laterale dell'avambraccio, fornisce anche rami articolari per l'articolazione del gomito.
  - il nervo cutaneo mediale del braccio, sensitivo, innerva la cute della regione mediale del braccio fino al gomito e la cute della loggia ascellare.
  - il nervo cutaneo mediale dell'avambraccio, sensitivo, innerva la cute della regione mediale dell'avambraccio dal gomito fino al polso.